# Vinda Paper
Vinda Paper est une entreprise chinoise papetière basée à Xinhui.
Elle produit du papier toilette et du papier essuie-tout. L'essentiel de ses revenus provient du papier toilette.